# Dia Internacional per a l'Eliminació Total de les Armes Nuclears
L'Assemblea General de les Nacions Unides declara el 26 de setembre Dia Internacional per a l'Eliminació Total de les Armes Nuclears.

## Dia Internacional per a l'Eliminació Total de les Armes Nuclears, 26 de setembre
El 5 de desembre de 2013 l'Assemblea General de les Nacions Unides en la Resolució 68/32 "declara el 26 de setembre Dia Internacional per a l'Eliminació Total de les Armes Nuclears, dedicat a la promoció d'aquest objectiu, entre altres coses a través de l'augment de la consciència i els coneixements del públic respecte de l'amenaça que representen per a la humanitat les armes nuclears i la necessitat de la seva eliminació total, a fi de mobilitzar esforços internacionals per atansar l'objectiu comú d'un món lliure d'armes nuclears".
| « | Acabar amb les armes nuclears Aconseguir el desarmament nuclear a nivell mundial és un dels objectius més antics de les Nacions Unides. De fet, va ser el tema de la primera resolució aprovada per l'Assemblea General, el 1946, i ha format part de la seva agenda des de 1959, juntament amb el desarmament general complet. També ha sigut una qüestió destacada a les Conferències encarregades de l'examen del Tractat sobre la no proliferació de les armes nuclears, celebrades per l'ONU des de 1975. En el primer període de sessions extraordinari dedicat al desarmament, que va tenir lloc el 1978, se li va donar una particular prioritat al desarmament nuclear. A més, aquest tema sempre ha comptat amb el suport de tots els secretaris generals de l'ONU. Tanmateix, avui dia, encara hi ha unes 13.4000 armes nuclears. Els països posseïdors d'armament nuclear compten amb programes de modernització dels seus arsenals a llarg termini amb una dotació de fons. Més de la meitat de la població mundial encara viu en països que o bé tenen aquest tipus d'armes o són membres d'aliances nuclears. Encara que hi ha hagut importants reduccions d'armes nuclears desplegades des del apogeu de la Guerra Freda, no s'ha destruït físicament ni una sola arma nuclear de conformitat amb cap tractat, bilateral o multilateral, i tampoc hi ha negociacions en marxa sobre aquesta qüestió. Mentrestant, la doctrina de la dissuasió nuclear persisteix com un element de les polítiques de seguretat de tots els Estats que posseeixen aquest tipus d'arma i els seus aliats. El marc internacional de control d'armes que va contribuir a la seguretat internacional des de la Guerra Freda, que va actuar com un fre per a l'ús d'armes nuclears i el desarmament nuclear avançat, s'ha vist sotmès a una pressió creixent. El 2 d'agost de 2019, la retirada dels Estats Units significava el final del Tractat de Forces Nuclears de Rang Intermedi, donat que els Estats Units i la Federació de Rússia s'havien compromès prèviament a eliminar una classe completa de míssils nuclears. El Tractat entre els Estats Units d'Amèrica i la Unió de Repúbliques Socialistes Soviètiques sobre la Reducció i Limitació de les Armes Estratègiques Ofensives ("nou START") expira al febrer del 2021. Com es preveu en els seus articles, si el tractat no es prorroga o expira sense un successor, seria la primera vegada que els dos arsenals nuclears estratègics més grans del món no tinguessin restriccions des de 1970. Organització de las Nacions Unides | » |